# Fouquereuil
Fouquereuil est une commune française située dans le département du Pas-de-Calais en région Hauts-de-France. Ses habitants sont appelés les Fouquereuillois.
La commune fait partie de la communauté d'agglomération de Béthune-Bruay, Artois-Lys Romane qui regroupe 100 communes et compte 275 327 habitants en 2021.

## Géographie

### Localisation
Localisée dans l'est du département du Pas-de-Calais, Fouquereuil est une commune, de la vallée de la Lawe, limitrophe, à l'est, de la commune de Béthune (chef-lieu d'arrondissement).
Le territoire de la commune est limitrophe de ceux de cinq communes.
Les communes limitrophes sont Annezin, Labeuvrière, Béthune, Fouquières-lès-Béthune et Gosnay.

### Géologie et relief
La superficie de la commune est de 2,01 km2 ; son altitude varie de 24  à   53 m.

### Hydrographie
Le territoire de la commune est situé dans le bassin Artois-Picardie.
La commune est traversée par la Lawe, cours d'eau naturel de 40,97 km, qui prend sa source dans la commune de Magnicourt-en-Comte et se jette dans la Lys au niveau de la commune de La Gorgue, et par le Fossé Turbeauté, d'une longueur de 3,04 km, prend sa source dans la commune et se jette dans la Lawe au niveau de la commune de Béthune.

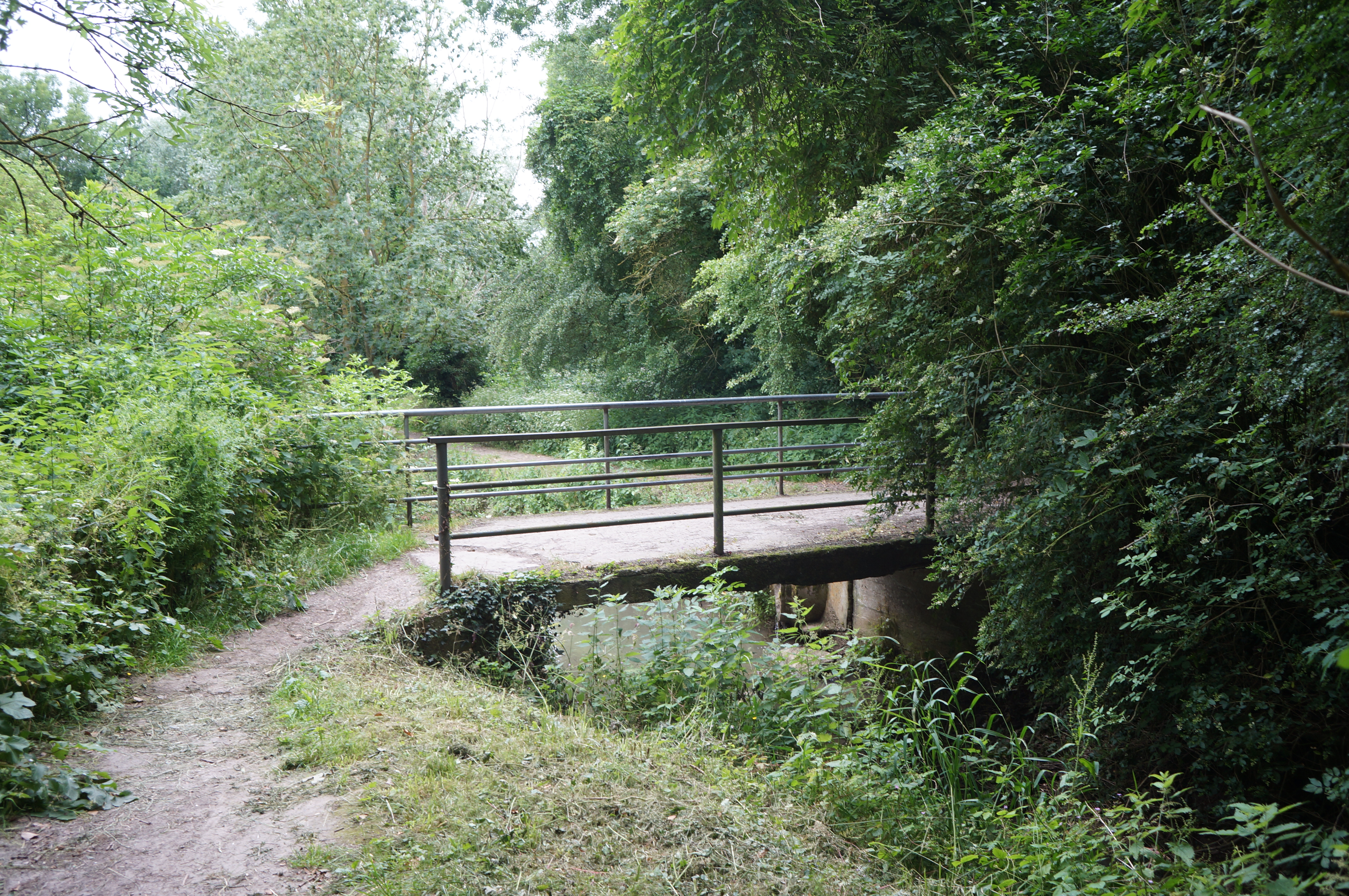
La Lawe sur le sentier des deux rives.
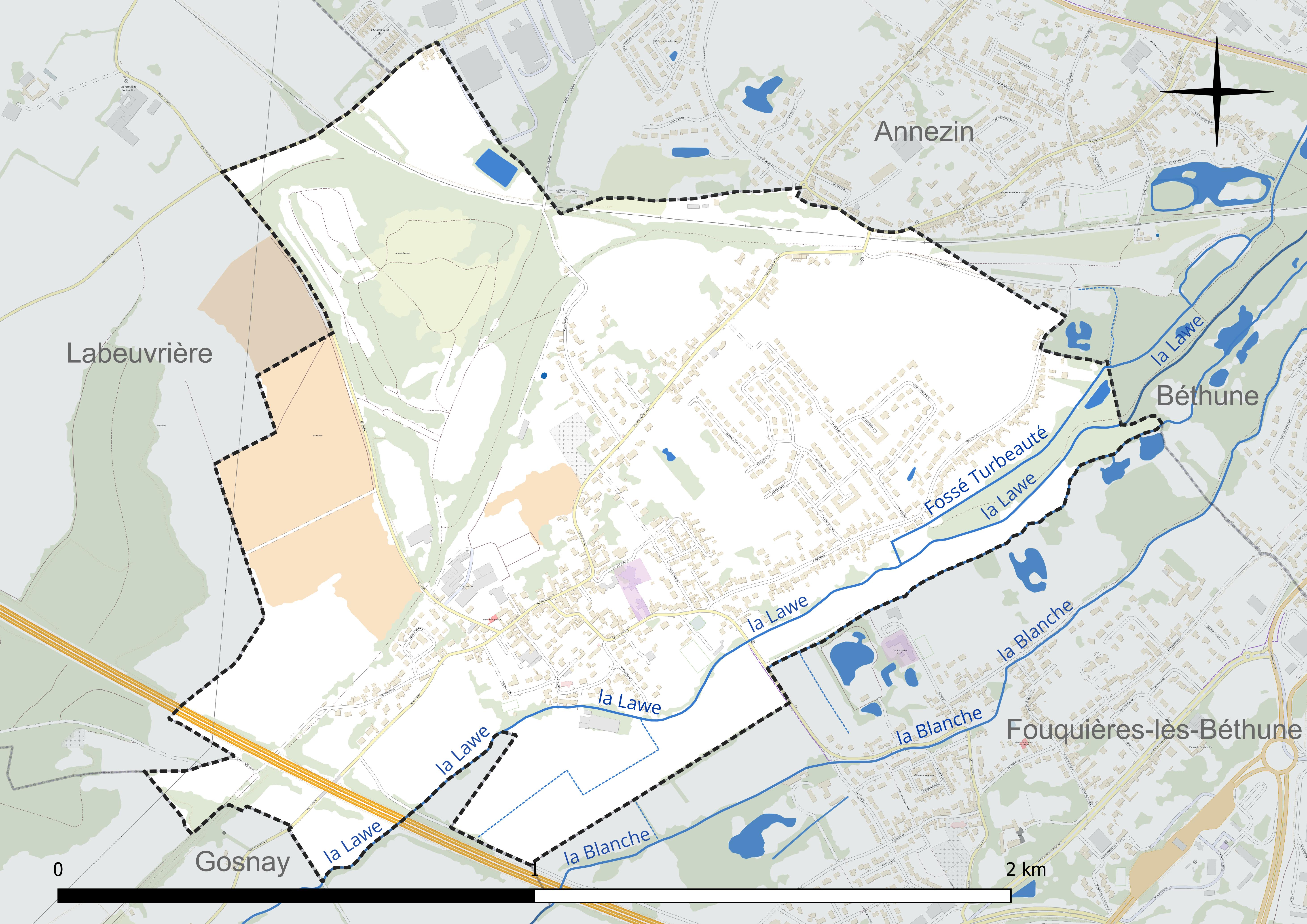
Réseau hydrographique de Fouquereuil[Note 1].

### Climat
Pour des articles plus généraux, voir Climat des Hauts-de-France et Climat du Pas-de-Calais.
En 2010, le climat de la commune est de type climat océanique dégradé des plaines du Centre et du Nord, selon une étude du CNRS s'appuyant sur une série de données couvrant la période 1971-2000. En 2020, Météo-France publie une typologie des climats de la France métropolitaine dans laquelle la commune est exposée à un climat océanique et est dans la région climatique Côtes de la Manche orientale, caractérisée par un faible ensoleillement (1 550 h/an) ; forte humidité de l’air (plus de 20 h/jour avec humidité relative > 80 % en hiver), vents forts fréquents.
Pour la période 1971-2000, la température annuelle moyenne est de 10,4 °C, avec une amplitude thermique annuelle de 14,1 °C. Le cumul annuel moyen de précipitations est de 733 mm, avec 12,2 jours de précipitations en janvier et 9 jours en juillet. Pour la période 1991-2020, la température moyenne annuelle observée sur la station météorologique la plus proche, située sur la commune de Lillers à 10 km à vol d'oiseau, est de 11,1 °C et le cumul annuel moyen de précipitations est de 731,5 mm,. Pour l'avenir, les paramètres climatiques de la commune estimés pour 2050 selon différents scénarios d'émission de gaz à effet de serre sont consultables sur un site dédié publié par Météo-France en novembre 2022.

### Milieux naturels et biodiversité

#### Zones naturelles d'intérêt écologique, faunistique et floristique
L’inventaire des zones naturelles d'intérêt écologique, faunistique et floristique (ZNIEFF) a pour objectif de réaliser une couverture des zones les plus intéressantes sur le plan écologique, essentiellement dans la perspective d’améliorer la connaissance du patrimoine naturel national et de fournir aux différents décideurs un outil d’aide à la prise en compte de l’environnement dans l’aménagement du territoire.
Le territoire communal comprend deux ZNIEFF de type 1 :
- le bois des Dames, d’une superficie de 634 ha et d'une altitude variant de 36  à   76 mètres[12] ;
- le terril Fontenelle à Fouquereuil (no 28), d’une superficie de 30 ha et d'une altitude variant de 32  à   67 mètres. Ce terril, datant de 1930, s’intègre dans le paysage vallonné des contreforts de l’Artois[13].

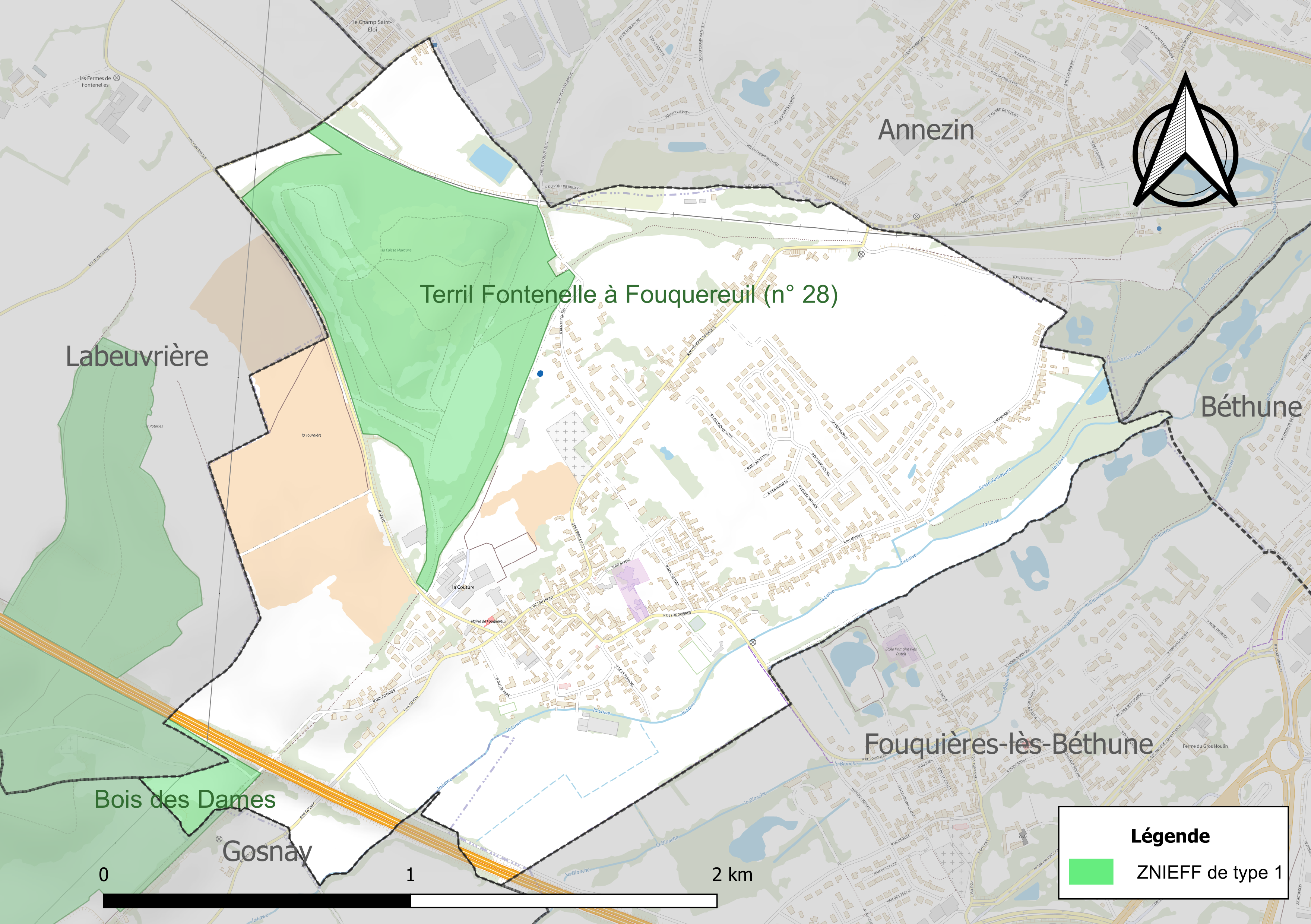
Carte de la ZNIEFF sur la commune.

#### Espèces faunistiques et floristiques
Le site de l’Inventaire national du patrimoine naturel (INPN) recense 370 espèces faunistiques et floristiques sur le territoire de la commune dont 50 protégées et 20 taxons (espèces et sous-espèces) menacées et quasi-menacées.

## Urbanisme

### Typologie
Au 1er janvier 2024, Fouquereuil est catégorisée ceinture urbaine, selon la nouvelle grille communale de densité à sept niveaux définie par l'Insee en 2022.
Elle appartient à l'unité urbaine de Béthune, une agglomération inter-départementale regroupant 94  communes, dont elle est une commune de la banlieue,,. Par ailleurs la commune fait partie de l'aire d'attraction de Béthune, dont elle est une commune de la couronne,. Cette aire, qui regroupe 23 communes, est catégorisée dans les aires de 50 000 à moins de 200 000 habitants,.

### Occupation des sols
L'occupation des sols de la commune, telle qu'elle ressort de la base de données européenne d’occupation biophysique des sols Corine Land Cover (CLC), est marquée par l'importance des territoires artificialisés (47 % en 2018), en augmentation par rapport à 1990 (42,9 %). La répartition détaillée en 2018 est la suivante : 
zones urbanisées (46,5 %), terres arables (24,1 %), milieux à végétation arbustive et/ou herbacée (14,2 %), zones agricoles hétérogènes (8,7 %), prairies (3,9 %), forêts (2,1 %), zones industrielles ou commerciales et réseaux de communication (0,4 %). L'évolution de l’occupation des sols de la commune et de ses infrastructures peut être observée sur les différentes représentations cartographiques du territoire : la carte de Cassini (XVIIIe siècle), la carte d'état-major (1820-1866) et les cartes ou photos aériennes de l'IGN pour la période actuelle (1950 à aujourd'hui).

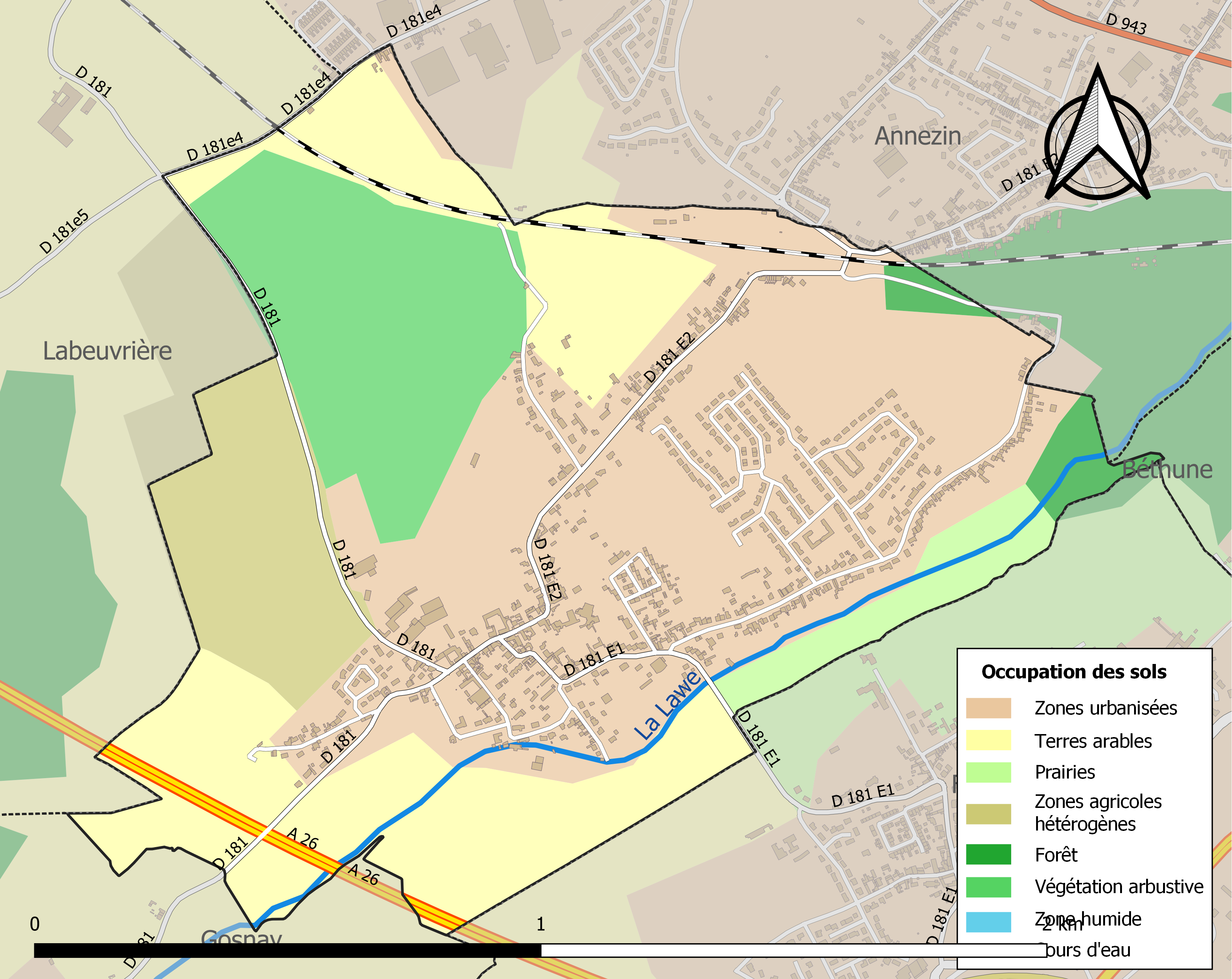
Carte des infrastructures et de l'occupation des sols de la commune en 2018 (CLC).

### Voies de communication et transports

#### Voies de communication
La commune est desservie par les routes départementales D 181 et D 181 E2 et est située à 3 km, au nord-ouest, de la sortie no 6 de l'autoroute A 26, aussi appelée autoroute des Anglais, reliant Calais à Troyes.

#### Transport ferroviaire
La commune possède, avec la gare de Fouquereuil, d'une halte de la SNCF, disposant d'un abri sur le quai de la voie 1. La traversée des voies, ainsi que le passage d'un quai à l'autre, s'effectuent par le passage à niveau voisin. La halte est desservie uniquement les jours ouvrés, par des trains TER Hauts-de-France, sur la relation Arras – Hazebrouck.
De 1930 à 1950, Fouquereuil est la plus importante gare de triage du Nord de la France ; elle possède 45 voies de garage et dispose d'environ 500 employés.

## Toponymie
Le nom de la localité est attesté sous les formes Fulcherolæ en 1163 ; Fuscheroles juxta Betuniam au XIIe siècle ; Foukerueles en 1255 ; Fousqueroeullez en 1291 ; Fouquerueles en 1310 ; Foukeroeles en 1323 ; Foukeroles en 1349 ; Fouqueroles en 1353 ; Fouqueroeilles en 1360 ; Fousquereles en 1361 ; Foucqueroelles en 1367 ; Foucqueroles en 1368 ; Fouqueroellez en 1395 ; Fouqueroeulles au XIVe siècle ; Foucquereules en 1439 ; Foucquerolles en 1469 ; Foucquereulles-lez-Béthune en 1514 ; Fouquerolles en 1559 ; Foucqueroeulles en 1595 ; Fouquereul en 1720 ; Fouquereules en 1774; Foucqueroeuil en 1793 ; Fouquereuil depuis 1801.
Fougère et le lieu où elle pousse, fougeraie, semble être l'origine la plus logique du nom de la commune. Pluriel de l'équivalent picard fougerole « sorte de petite fougère ».

## Histoire

### Première Guerre mondiale
La commune est décorée de la croix de guerre 1914-1918 par décret du 25 septembre 1920, distinction également attribuée à 276 autres communes du Pas-de-Calais.

## Politique et administration

### Découpage territorial
La commune se trouve dans l'arrondissement de Béthune du département du Pas-de-Calais, depuis 1801.

#### Commune et intercommunalités
La commune est membre de la communauté d'agglomération de Béthune-Bruay, Artois-Lys Romane.

#### Circonscriptions administratives
La commune est rattachée au canton de Nœux-les-Mines. Avant le redécoupage cantonal de 2014, elle était, depuis 1973, rattachée au canton de Béthune-Sud et depuis 1801 au canton de Béthune.

#### Circonscriptions électorales
Pour l'élection des députés, la commune fait partie de la neuvième circonscription du Pas-de-Calais.

### Élections municipales et communautaires

#### Liste des maires
| Période                                  | Période                   | Identité       | Étiquette | Qualité                                                               |
| ---------------------------------------- | ------------------------- | -------------- | --------- | --------------------------------------------------------------------- |
| Les données manquantes sont à compléter. |                           |                |           |                                                                       |
| mars 1977                                | mars 2008                 | Arnold Crammer | PCF       | Instituteur                                                           |
| mars 2008                                | En cours (au 6 mars 2022) | Gérard Ogiez   | SE        | Cadre Réélu pour le mandat 2014-2020, Réélu pour le mandat 2020-2026, |

## Équipements et services publics

### Enseignement
La commune est située dans l'académie de Lille et dépend, pour les vacances scolaires, de la zone B.
Elle administre une école primaire.

### Justice, sécurité, secours et défense
La commune dépend du tribunal judiciaire de Béthune, du conseil de prud'hommes de Béthune, de la cour d'appel de Douai, du tribunal de commerce d'Arras, du tribunal administratif de Lille, de la cour administrative d'appel de Douai, du pôle nationalité du tribunal judiciaire de Béthune et du tribunal pour enfants de Béthune.

## Population et société

### Démographie
Les habitants de la commune sont appelés les Fouquereuillois.

#### Évolution démographique
L'évolution du nombre d'habitants est connue à travers les recensements de la population effectués dans la commune depuis 1793. Pour les communes de moins de 10 000 habitants, une enquête de recensement portant sur toute la population est réalisée tous les cinq ans, les populations de référence des années intermédiaires étant quant à elles estimées par interpolation ou extrapolation. Pour la commune, le premier recensement exhaustif entrant dans le cadre du nouveau dispositif a été réalisé en 2005.

En 2022, la commune comptait 1 630 habitants, en évolution de +5,37 % par rapport à 2016 (Pas-de-Calais : −0,72 %, France hors Mayotte : +2,11 %).
| 1793 | 1800 | 1806 | 1821 | 1831 | 1836 | 1841 | 1846 | 1851 |
| ---- | ---- | ---- | ---- | ---- | ---- | ---- | ---- | ---- |
| 309  | 254  | 322  | 342  | 392  | 395  | 399  | 400  | 425  |

| 1856 | 1861 | 1866 | 1872 | 1876 | 1881 | 1886 | 1891 | 1896 |
| ---- | ---- | ---- | ---- | ---- | ---- | ---- | ---- | ---- |
| 407  | 416  | 452  | 452  | 488  | 494  | 496  | 484  | 535  |

| 1901 | 1906 | 1911 | 1921 | 1926 | 1931 | 1936 | 1946 | 1954 |
| ---- | ---- | ---- | ---- | ---- | ---- | ---- | ---- | ---- |
| 606  | 664  | 689  | 924  | 953  | 838  | 818  | 893  | 883  |

| 1962  | 1968  | 1975  | 1982  | 1990  | 1999  | 2005  | 2006  | 2010  |
| ----- | ----- | ----- | ----- | ----- | ----- | ----- | ----- | ----- |
| 1 236 | 1 259 | 1 264 | 1 115 | 1 056 | 1 023 | 1 102 | 1 148 | 1 234 |

| 2015  | 2020  | 2022  | - | - | - | - | - | - |
| ----- | ----- | ----- | - | - | - | - | - | - |
| 1 522 | 1 629 | 1 630 | - | - | - | - | - | - |

#### Pyramide des âges
En 2018, le taux de personnes d'un âge inférieur à 30 ans s'élève à 38,4 %, soit au-dessus de la moyenne départementale (36,7 %). À l'inverse, le taux de personnes d'âge supérieur à 60 ans est de 21,4 % la même année, alors qu'il est de 24,9 % au niveau départemental.
En 2018, la commune comptait 782 hommes pour 808 femmes, soit un taux de 50,82 % de femmes, légèrement inférieur au taux départemental (51,5 %).
Les pyramides des âges de la commune et du département s'établissent comme suit.
| Hommes | Classe d’âge | Femmes |
| ------ | ------------ | ------ |
| 0,4    | 90 ou +      | 0,8    |
| 4,9    | 75-89 ans    | 7,1    |
| 14,9   | 60-74 ans    | 14,7   |
| 18,9   | 45-59 ans    | 19,9   |
| 21,0   | 30-44 ans    | 20,5   |
| 18,1   | 15-29 ans    | 17,3   |
| 22,0   | 0-14 ans     | 19,6   |

| Hommes | Classe d’âge | Femmes |
| ------ | ------------ | ------ |
| 0,5    | 90 ou +      | 1,6    |
| 5,6    | 75-89 ans    | 8,9    |
| 16,7   | 60-74 ans    | 18,1   |
| 20,2   | 45-59 ans    | 19,2   |
| 18,9   | 30-44 ans    | 18,1   |
| 18,2   | 15-29 ans    | 16,2   |
| 19,9   | 0-14 ans     | 17,9   |

## Culture locale et patrimoine

### Lieux et monuments
- L'ancienne gare de Fouquereuil (détruite).
- Le terril de la Cuisse Maraune, surplombant Fouquereuil et Annezin.
- L'église Saint-Nicolas, datant du XIXe siècle[40]. Cette église conserve 4 éléments patrimoniaux, répertoriés dans la base Palissy, classés ou inscrits au titre d'objet des monuments historiques, dont un est classé[41].
- Le Sandpits British Cemetery.
- Le monument aux morts[42].

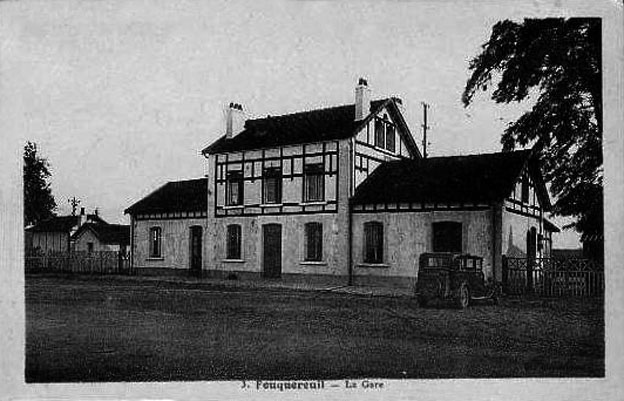
L'ancienne gare.
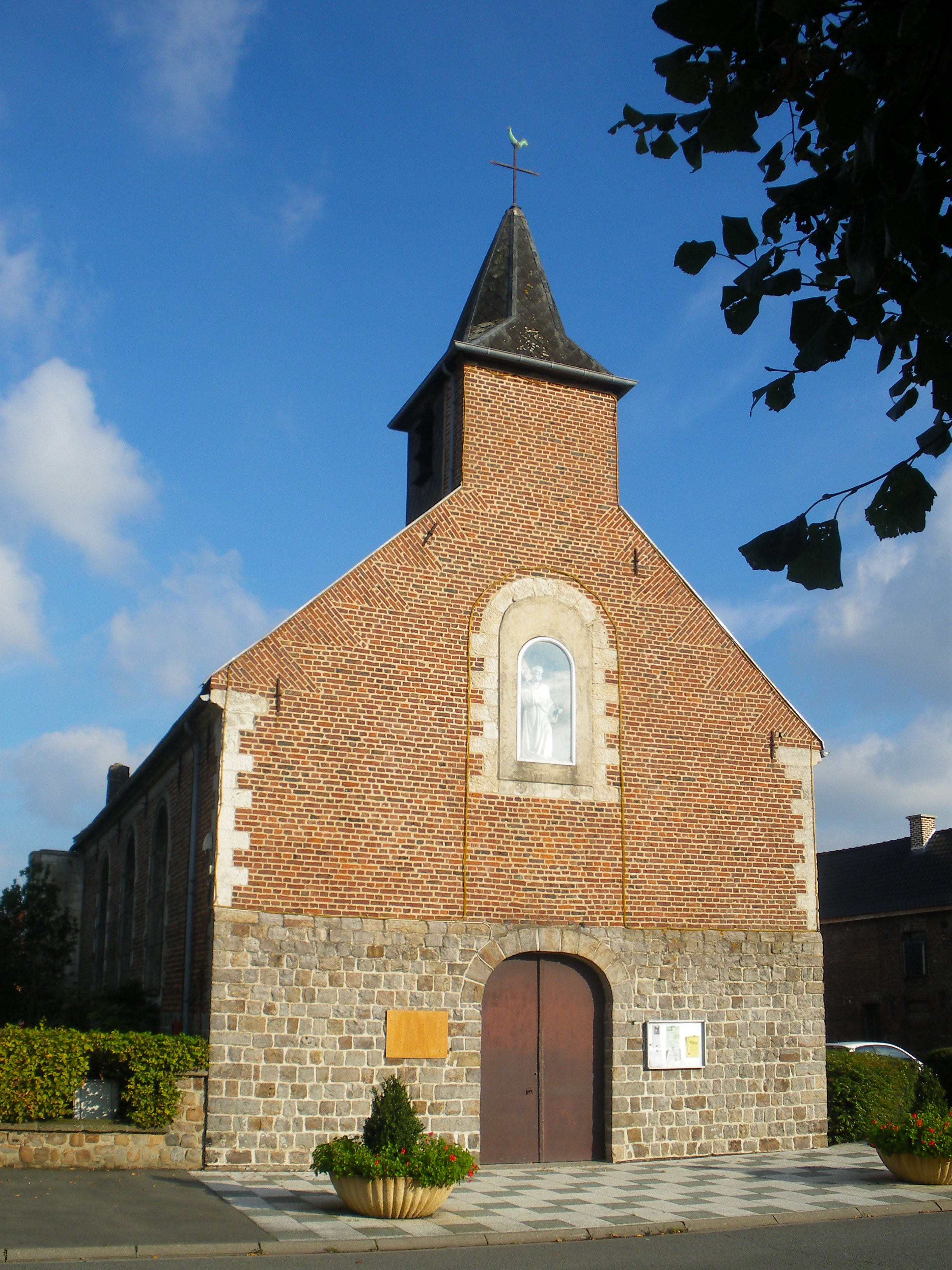
L'église Saint-Nicolas.
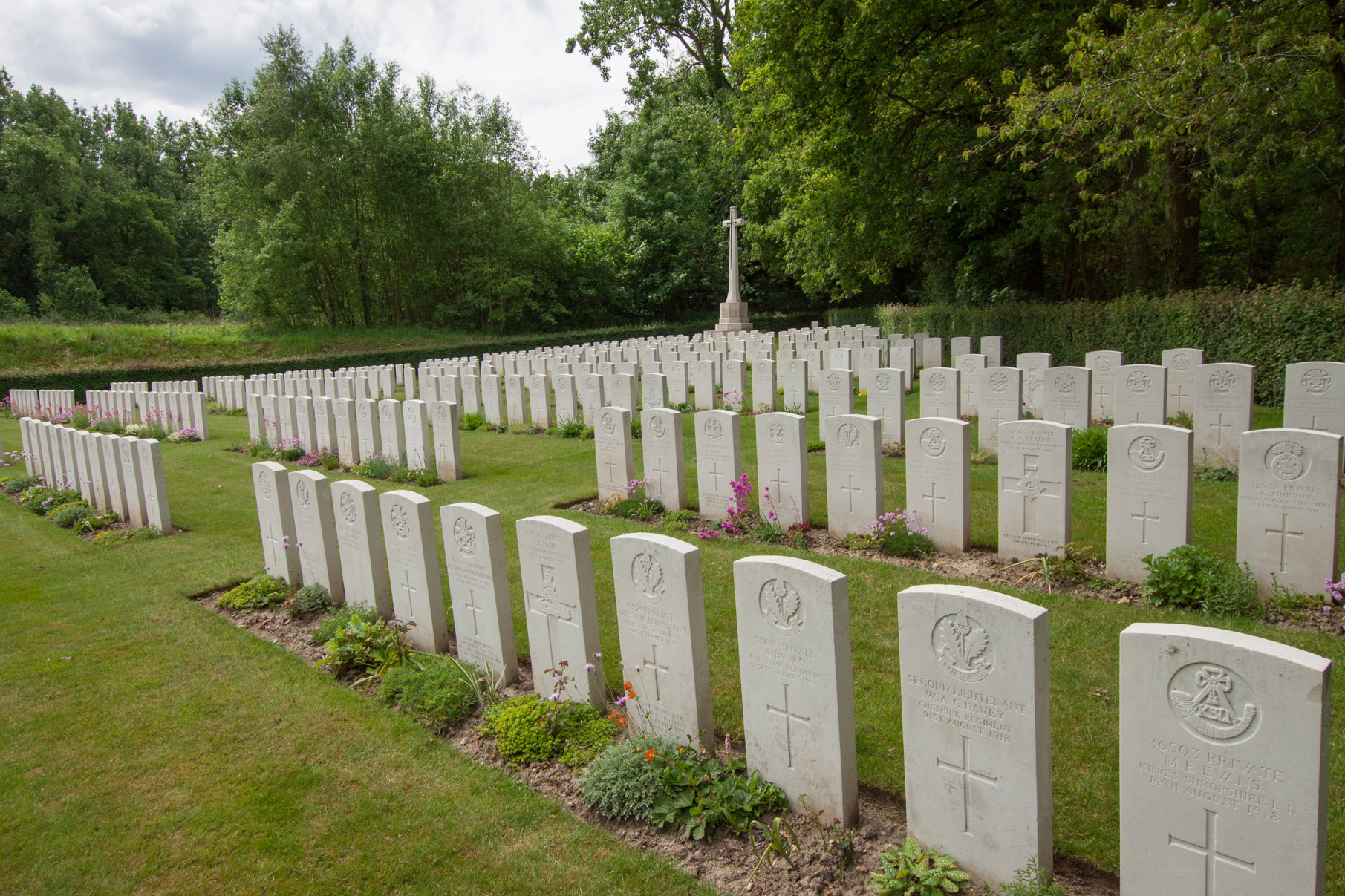
Le Sandpits British Cemetery.
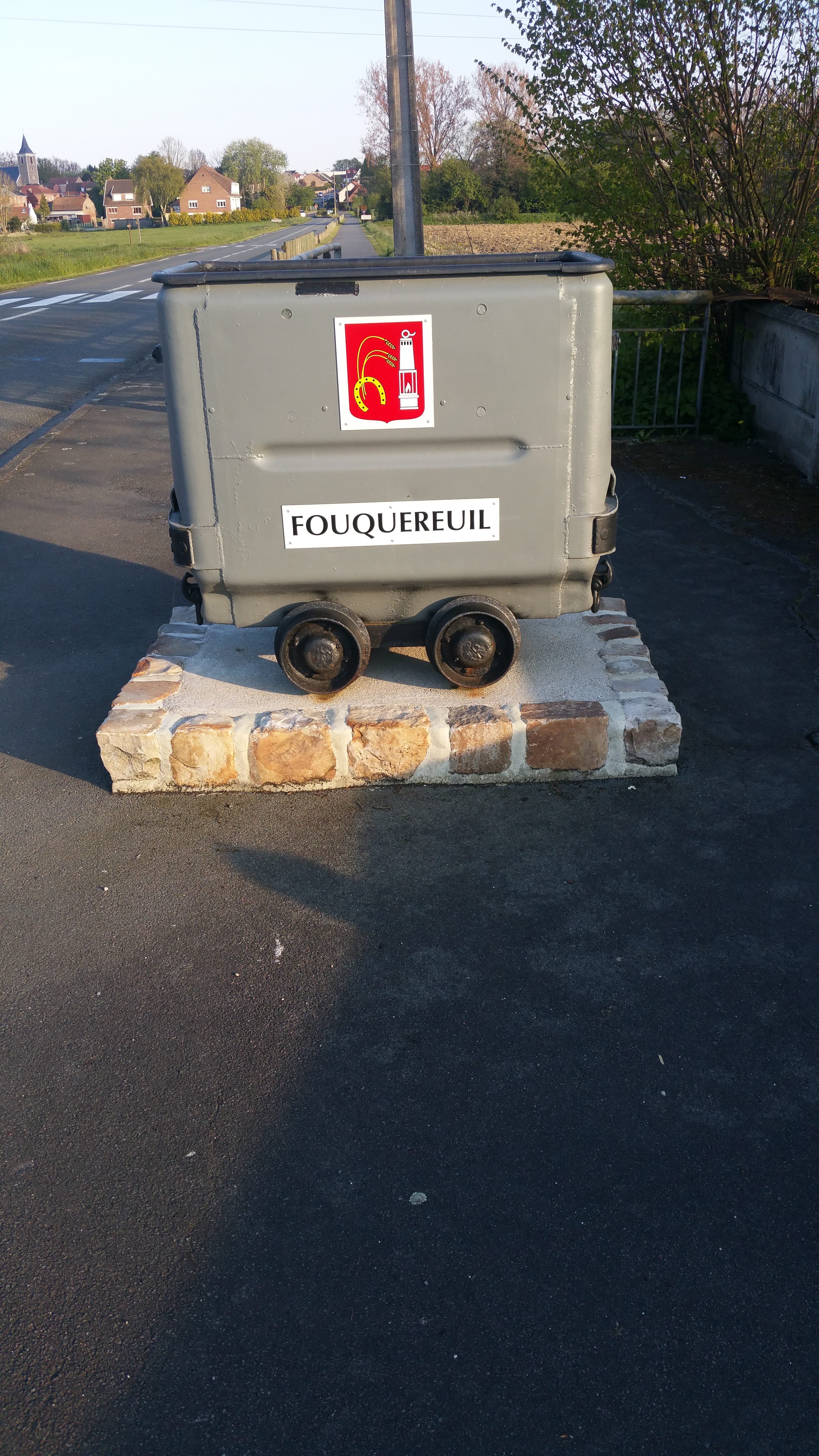
Un wagonnet de mine.
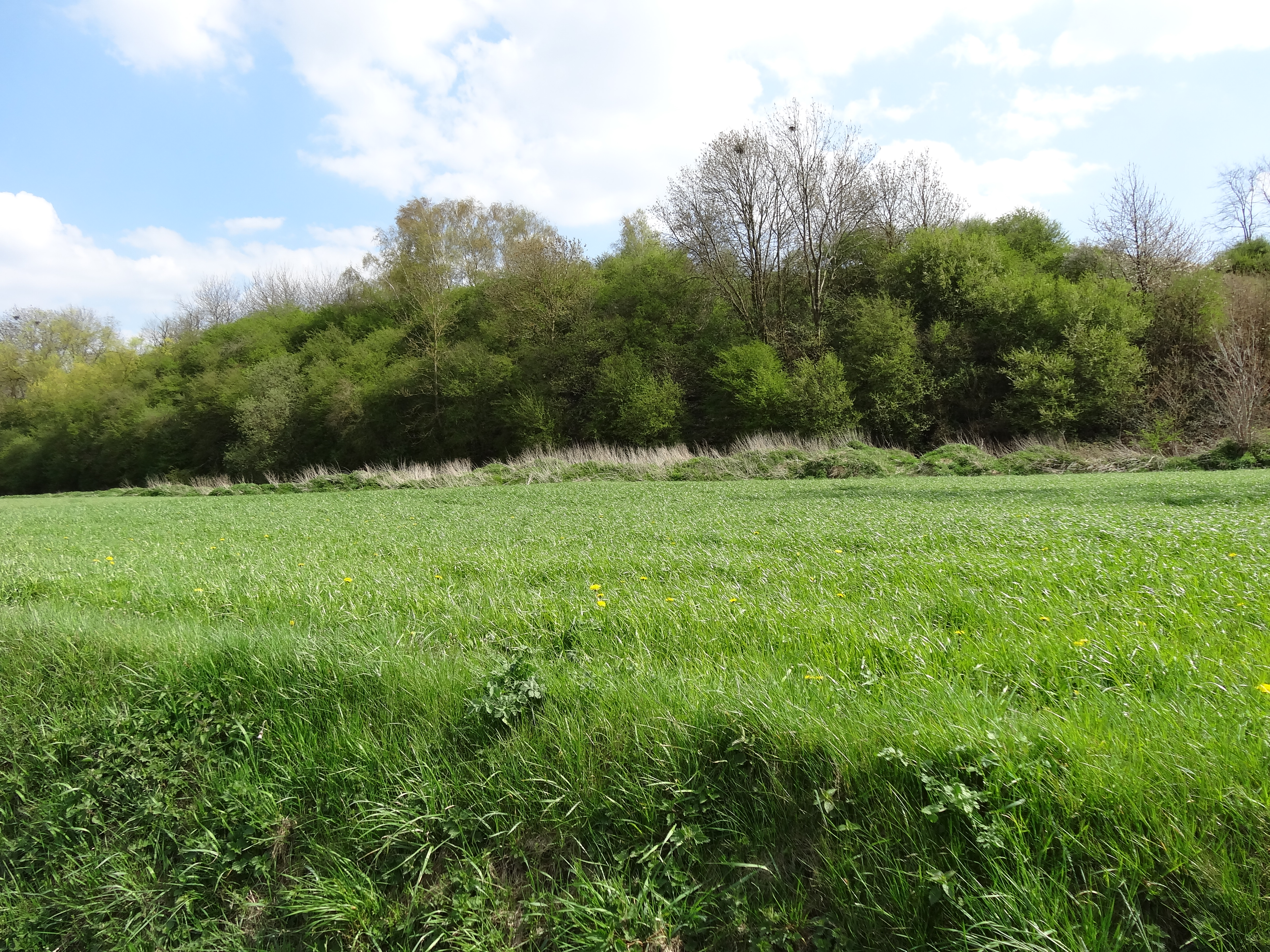
Le terril no 28, Fontenelle.

### Personnalités liées à la commune
- Jacques Legros (1951-), journaliste et présentateur du journal de TF1 y a passé son enfance. Son père était directeur de l'école et sa mère secrétaire à la mairie.

### Héraldique, logotype et devise
| Blason de Fouquereuil | Blason  | De gueules à trois épis de blé d'or arqués vers senestre, au fer à cheval du même brochant en pointe sur les tiges, le tout senestré d'une lampe de mineur d'argent. Ornements extérieursCroix de guerre 1914-1918 |
| Blason de Fouquereuil | Détails | Le statut officiel du blason reste à déterminer. |

## Pour approfondir

#### Bases de données, dictionnaires et encyclopédies
- Ressources relatives à la géographie :   - Insee (communes)
  - Ldh/EHESS/Cassini
- Ressource relative à plusieurs domaines :   - Annuaire du service public français
- Notices d'autorité :   - BnF (données)